# Psychomyiella thienemanni
Psychomyiella thienemanni är en nattsländeart som beskrevs av Georg Ulmer 1951. Psychomyiella thienemanni ingår i släktet Psychomyiella och familjen tunnelnattsländor. Inga underarter finns listade i Catalogue of Life.